# Pierre Vilar
Pierre Vilar (ur. 3 maja 1906 we Frontignan, zm. 7 sierpnia 2003 w Saint-Palais) – francuski historyk. Badacz dziejów Katalonii i Hiszpanii.

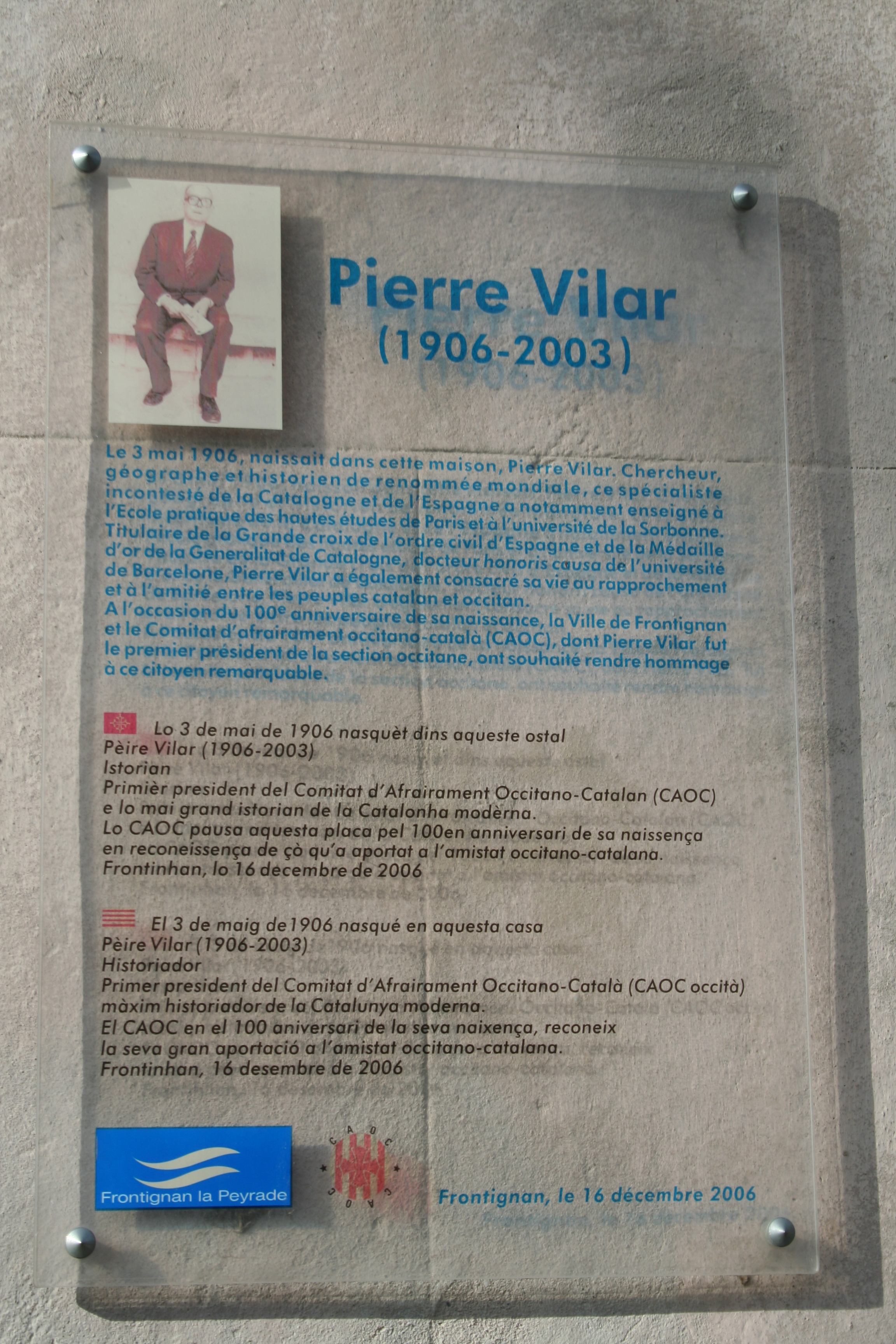
Tablica ku czci P. Vilara we Frontignan

## Wybrane publikacje
- 1947: Histoire de l’Espagne (22 wydanie w 2009);
- 1959: Le déclin catalan du bas Moyen Âge. Hypothèses sur sa chronologie;
- 1962: La Catalogne dans l’Espagne moderne. Recherches sur les fondements économiques des structures nationales, 3 t.;
- 1965: Crecimiento y desarrollo;
- 1969: Or et monnaie dans l’histoire 1450-1920;
- 1974: Sur la Féodalité (œuvre collective);
- 1975: Assaigs sobre la Catalunya del segle XVIII;
- 1975: Historia marxista, historia en construcción;
- 1980: Introducción al vocabulario del análisis histórico;
- 1982: Une histoire en construction. Approche marxiste et problématiques conjoncturelles
- 1986: La guerre d’Espagne;
- 1987-1990: Història de Catalunya (redaktor naukowy), 8 tomów;
- 1995: Pensar històricament. Reflexions i records. (autobiografia opublikowana wpierw po katalońsku, a w 1997 po hiszpańsku);
- 1998: Historia, nación y nacionalismo: cuestión nacional y movimiento obrero wraz z Joseba Intxausti.

## Publikacje w języku polskim
- Pierre Vilar: Historia Hiszpanii. Irena i Ryszard Stemplowscy (tłum.). Warszawa: PWN, 1991, s. 183. ISBN 83-01-10413-9.